# Herminia tarsicrinata
Herminia tarsicrinata är en fjärilsart som beskrevs av Felix Bryk 1948. Herminia tarsicrinata ingår i släktet Herminia och familjen nattflyn. Inga underarter finns listade i Catalogue of Life.